# Margaret Mahy
Margaret Mahy (Distretto di Whakatane, 21 marzo 1936 – Christchurch, 23 luglio 2012) è stata una scrittrice neozelandese.
Bibliotecaria neozelandese, ha scritto numerosi romanzi per ragazzi ricevendo alcuni tra i maggiori premi di critica letteraria, come il Premio Hans Christian Andersen nel 2006, come autrice, e nel 2022 con Rapimento in biblioteca per il "miglior libro mai premiato", categoria speciale introdotta nel 2012 per celebrare un libro che, pur essendo considerato un classico o di altissimo valore, non era mai stato premiato prima.
Mahy ha inoltre vinto il Premio Phoenix nel 2005 con The Catalogue of the Universe e 2007 con Memory e la Carnegie Medal nel 1982 per Occhi di gufo e nel 1984 per La figlia della luna.

## Opere
Romanzi
- Occhi di gufo (The Haunting) (1982)
- La figlia della luna (The Changeover) (1984)
- Memory (1987)
- The Catalogue of the Universe (1985)
- Lacrime di mezzanotte (The Tricksters) (1986)
- Quattro pirati e mezzo (The great piratical rumbustification) (1986)
- Rapimento in biblioteca (The librarian and the robbers) (1986)
- The Magician of Hoad (2008)

Libri illustrati
- A Lion in the Meadow (1969)
- The Man Whose Mother Was a Pirate (1972)
- The Seven Chinese Brothers (1978)
- The Great White Man-Eating Shark (1990)
- The Rattlebang Picnic (1994)
- Down the Back of the Chair (2006)

Raccolte di racconti
- The Door in the Air and Other Stories (1989)
- A Summery Saturday Morning (1998)
- The Girl with the Green Ear: Stories About Magic in Nature (1992)